# ادراک ماشین
ادراک ماشین قابلیت یک سیستم کامپیوتری است که داده‌ها و اطلاعات را به گونه‌ای تفسیر می‌کند که مشابه روشی است که انسان‌ها از ادراک خود در برقراری ارتباط یا جهان پیرامون خود استفاده می‌کنند. روش اساسی که کامپیوتر در محیط خود به آنها پاسخ می‌دهند از طریق سخت‌افزار متصل شده‌است. تا همین اواخر ورودی داده به کامپیوتر محدود به صفحهی کلید یا موس بود، اما پیشرفت تکنولوژی هم در سخت‌افزار و هم در نرم‌افزار این امکان را به کامپیوتر داده‌است که دادهی حسّی را مشابه انسان‌ها به کار گیرد. ادراک ماشین اجازه می‌دهد تا کامپیوتر از این دادهی حسّی و همچنین ابزار محاسباتی رایج در جمع‌آوری اطلاعات استفاده کند تا اطلاعات را با دقت بیشتر و ارائه آن به شیوهای مناسب‌تر برای کاربر گردآوری کند.
این شامل: بینایی کامپیوتر، شنوایی دستگاه و لمس دستگاه است.
هدف نهایی ادراک ماشین این است که ماشین‌ها بتوانند جهان را مشابه انسانها قادر به دیدن، احساس کردن و درک کردن باشند و بنابراین، برای آنها توضیح دهند که چرا آنها تصمیم می‌گیرند، به ما اخطار (اطلاع) دهند وقتی چیزی شکست می‌خورد مهمتر از آن دلیل شکست آن است.

## بینایی ماشین
چشم‌انداز کامپیوتر یک زمینه است که شامل روش‌هایی برای دستیابی، پردازش، تجزیه و تحلیل و درک تصاویر و داده‌هایی با ابعاد بزرگ از دنیای واقعی برای ایجاد اطلاعات عددی و نمادین برای مثال در قالب تصمیم‌گیری است. چشم‌انداز کامپیوتر دارای بسیاری از برنامه‌هایی است که امروزه استفاده می‌شود، مثل تشخیص چهره، مدل‌سازی جغرافیایی و حتی قضاوت زیبایی شناختی.

## شنوایی دستگاه
شنوایی دستگاه همچنین به عنوان گوش دادن به دستگاه یا گوش دادن به کامپیوتر شناخته می‌شود. توانایی یک کامپیوتر یا دستگاه دریافت و پردازش داده‌های صوتی مانند موسیقی یا گفتار است. این قسمت دارای حوضهٔ گسترده‌ای از برنامه‌های کاربردی مثل ضبط موسیقی و فشرده سازی، ترکیب گفتار و تولید شبیه‌سازی صدای انسان و تشخیص گفتار است. علاوه بر این، این تکنولوژی به دستگاه اجازه می‌دهد تا قابلیت مغز انسان به‌طور انتخابی روی یک صدای خاص در برابر صداهای دیگر و صدای پیش زمینه تمرکز می‌کند را شبیه‌سازی کند. این توانایی ویژه «تجزیه و تحلیل میدان شنیداری» نامیده می‌شود. این تکنولوژی دستگاه را قادر می‌سازد تا جریان‌های مختلف را به‌طور همزمان به بخش‌های مختلف تقسیم کند. بسیاری از دستگاهای معمولی مثل تلفن هوشمند، مترجمان صوتی و اتومبیل‌ها از برخی ا انواع شنوایی دستگاه استفاده می‌کنند.

## لامسهٔ دستگاه
لامسهٔ دستگاه بخشی از ادراک دستگاه است که در آن اطلاعات لمسی به وسیلهٔ دستگاه یا کامپیوتر پردازش می‌شود. برنامه‌هایی شامل درک لمس از ویژگی‌های ظاهری و مهارتی که به وسیلهٔ آن اطلاعات لمس می‌توانند به‌طور هوشمندانه منعکس شوند و روی محیط پیرامون اثر متقابل بگذارند.